# Маркзуль
Маркзуль (нем. Marksuhl) — община в Германии, в земле Тюрингия. 
Входит в состав района Вартбург.  Население составляет 3032 человека (на 31 декабря 2010 года). Занимает площадь 64,98 км².
Община подразделяется на 4 сельских округа.